# Guerra Junqueiro (Porto)

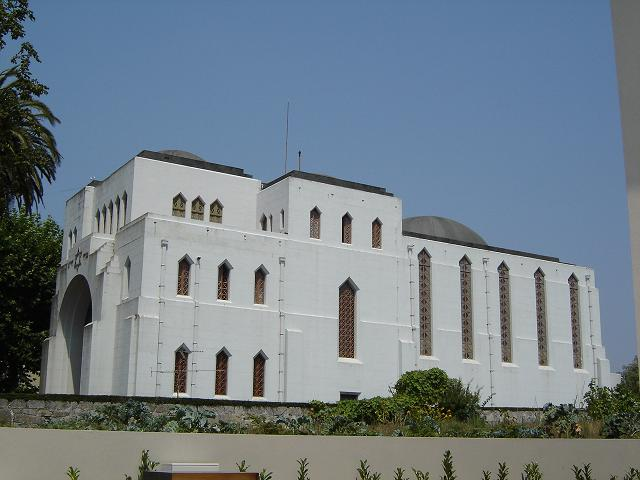
Sinagoga Mekor Haim.

Guerra Junqueiro é uma pequena zona residencial na zona da Boavista da cidade do Porto, em Portugal, na fronteira e englobando parte das freguesias de Lordelo do Ouro e Massarelos.
É limitada a norte pela Avenida da Boavista, a nascente pela Rua de Guerra Junqueiro (englobando os edifícios do lado nascente da rua), a sul pela Rua do Campo Alegre, e a poente pela Rua de António Cardoso.
Zona de moradias predominantemente habitada pela classe alta da cidade, possuindo uma das poucas salas de cinema ainda em funcionamento fora dos grandes centros comerciais, o cinema Nun'Álvares. Nesta zona encontra-se ainda a sinagoga Mekor Haim, em português: Fonte da Vida, única sinagoga da cidade do Porto.